# Hoplochaetina rubra
Hoplochaetina rubra är en ringmaskart som beskrevs av Lee 1959. Hoplochaetina rubra ingår i släktet Hoplochaetina och familjen Acanthodrilidae. Inga underarter finns listade i Catalogue of Life.